# Naußlitz (Dresden)
Naußlitz ist ein Stadtteil im Südwesten der sächsischen Landeshauptstadt Dresden. Er liegt in der gleichnamigen Gemarkung, die zum Stadtbezirk Cotta gehört. 

## Geografie
Naußlitz liegt 4 km südwestlich des Dresdner Stadtzentrums, der Inneren Altstadt, am Übergang des Elbtalkessels zum Meißner Hochland. Angrenzende Gemarkungen sind Wölfnitz und Gorbitz im Norden, Löbtau im Osten, Dölzschen im Süden und Roßthal im Westen. Die Gemarkung Naußlitz gehört zum gleichnamigen statistischen Stadtteil Naußlitz.
Der Ortskern heißt Altnaußlitz und liegt in einer Höhe von 170 m ü. NN. Er liegt am Roßthaler Bach und blieb teilweise in einem Zustand des 19. Jahrhunderts erhalten. Nördlich davon ist Naußlitz durch die aus Löbtau herübergewachsenen Wohnhäuser städtisch geprägt, der Süden der Gemarkung trägt eher den Charakter einer Siedlung, die nahtlos nach Dölzschen übergeht. Im Stadtteil gibt es auch mehrere Gärtnereien. Wichtigste Straßen des Stadtteils Naußlitz sind die Saalhausener und die Kesselsdorfer Straße.

## Geschichte

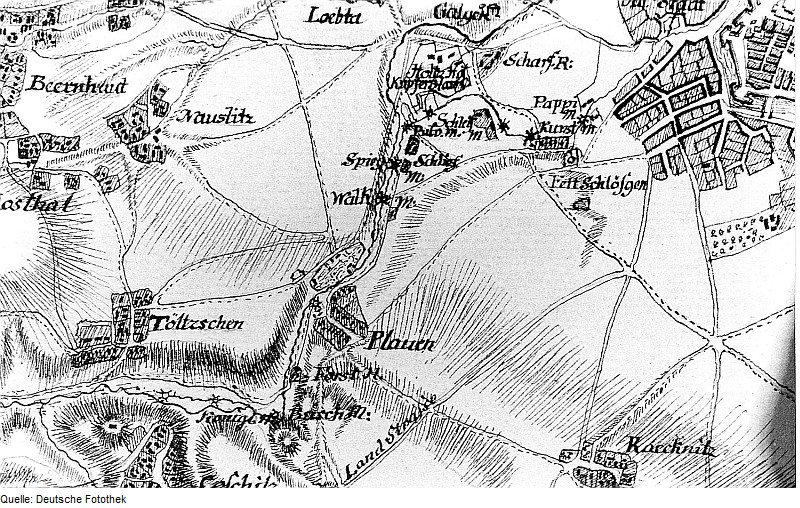
Nauslitz um 1759

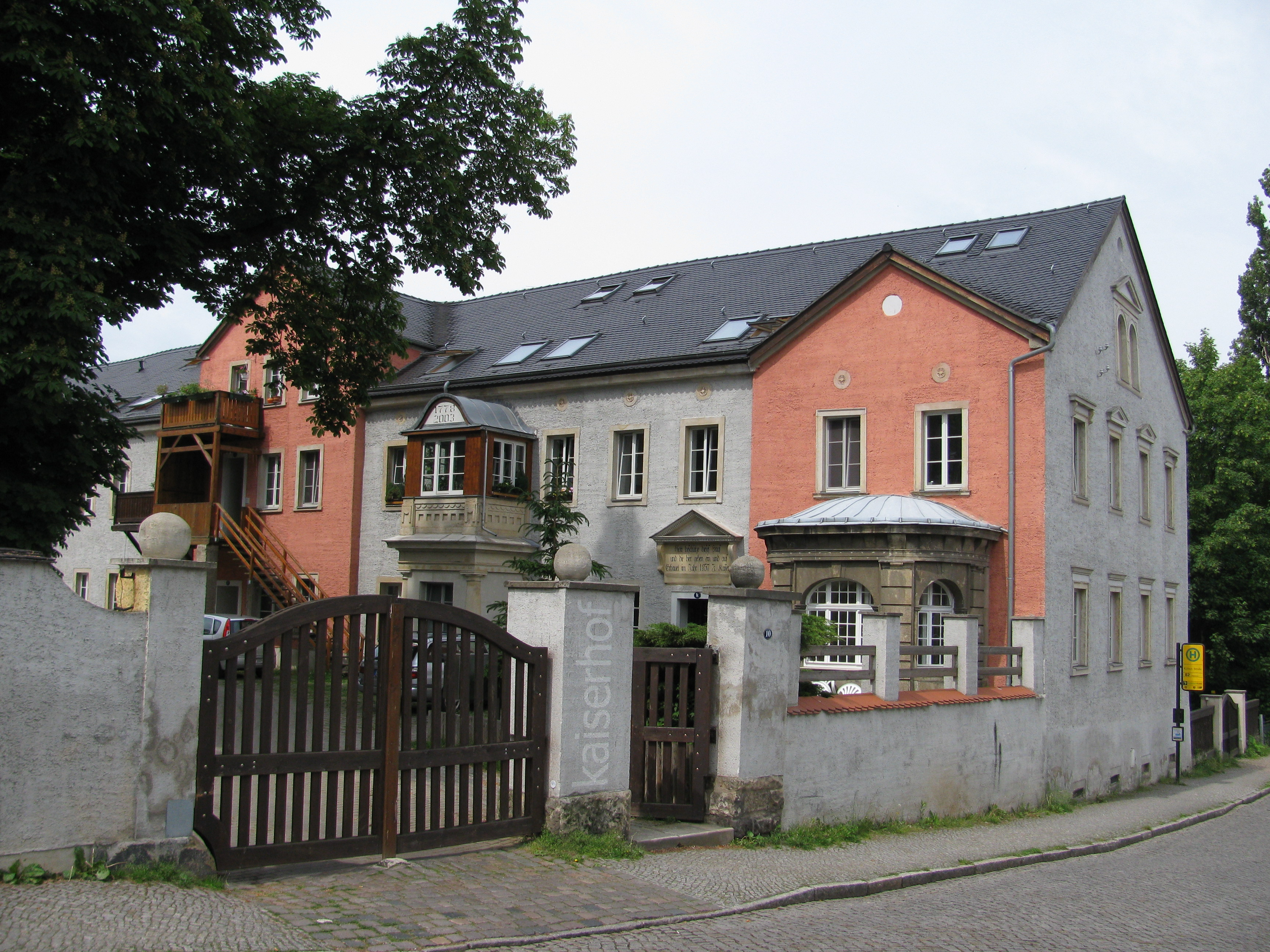
Kaiserhof im Dorfkern Altnaußlitz

Der Ortsname Naußlitz leitet sich ab vom sorbischen „novo sedlec“, was mit „neue Siedlung“ oder „Neudorf“ übersetzt werden kann (vgl. andere Orte mit dem Namen Naußlitz). Namensgeschichtlich ist es demnach eng mit dem anderen Dresdner Stadtteil Niedersedlitz verwandt. Entstanden ist der Ort als Straßendorf mit einer gewannähnlichen Blockflur vermutlich kurz nach 1068 auf den beiden damals vergebenen Löbtauer Königshufen. Im Jahr 1144 wurde es als Nuendorf iuxta Deltsan („Neudorf bei Dölzschen“) erstmals erwähnt. Der Ortsname entwickelte sich anschließend über die slawischen Formen Nuzadeliz, Nusedelicz, Nuzsedelicz, Nußlicz und Nawselwitz hin zu den 1547 genannten Namen Nauselitz und Naueschitz. Der heutige Name taucht erstmals 1590 auf. Bis zur endgültigen Festschreibung im späten 19. Jahrhundert existieren daneben aber auch andere Schreibungen wie Nauslitz.

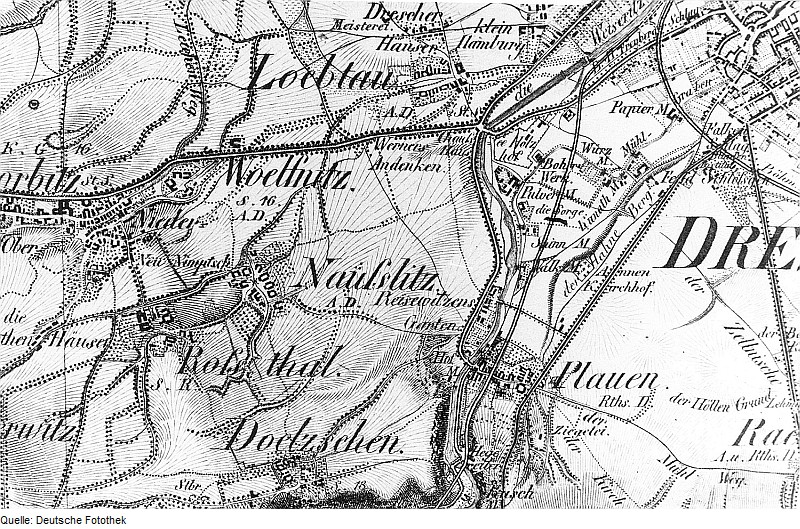
Naußlitz und seine Nachbardörfer auf einer Karte aus dem 19. Jahrhundert

Zunächst war Naußlitz im Besitz des Meißner Domstiftes. Nach der Reformation wurde das Prokuraturamt in Meißen zum Verwalter des früheren Besitzes der katholischen Kirche. Ab 1559 war Naußlitz administrativer Teil des Amts beziehungsweise der Amtshauptmannschaft Dresden. Eingepfarrt war es ab 1547 ins nahegelegene Pesterwitz, ab 1837 nach Dresden und ab 1891 nach Löbtau. Da die Flur immer weiter zersplitterte, verbot man 1672 in Naußlitz die Realteilung. Der wegen Diebstahls, Betrugs und Hochstapelei steckbrieflich gesuchte Karl May hielt sich 1864 auf der Flucht vor der Chemnitzer Polizei zwei Monate in Naußlitz versteckt. Zwischen 1816 und 1879 bestand eine Schulgemeinschaft mit Dölzschen und Roßthal. Vor dem 1879 erbauten Schulhaus wurde 1883 eine Lutherlinde gepflanzt. Bereits 1899 wurde ein Schulneubau errichtet, in ihm war in den 1920er und 1930er Jahren auch der Naturkundler und Heimatforscher Rudolf Schumann tätig.
Die Landwirtschaft war neben dem Obst- und Weinbau die hauptsächliche Erwerbsquelle der ortsansässigen Bauern. Im Ort wurden später auch ein kleiner Steinbruch sowie mehrere Ziegeleien betrieben. Die ersten Wohnhäuser außerhalb des Dorfkerns entstanden ab 1870 als Mietskasernen für zumeist Löbtauer Arbeiter. Seit dem 1. Januar 1903, als es gemeinsam mit Wölfnitz und Löbtau eingemeindet wurde, gehört Naußlitz zu Dresden. Ab 1928 entstanden im Süden der Gemarkung mehrere größere Siedlungen. Der 1902 errichtete Straßenbahnhof Naußlitz im spitzen Winkel zwischen Koblenzer und Wendel-Hipler-Straße stand nach der Wende zunächst leer, wurde aber bis 2005 zu einem Einkaufs-, Ärzte- und Geschäftszentrum umgebaut.

### Einwohnerentwicklung
| Jahr | Einwohner                     |
| ---- | ----------------------------- |
| 1547 | 12 besessene Mann, 6 Inwohner |
| 1764 | 13 besessene Mann             |
| 1834 | 126                           |
| 1871 | 243                           |
| 1890 | 1.468                         |
| 1895 | 2.107                         |